# 姚文光
姚文光，号鄂唫，临湘（今湖南临湘市）人，清朝政治人物。
监生出身，乾隆十七年十一月由赣州府知府，调任建昌府知府，任内重修南城聚星塔，乾隆二十一年六月罢。修撰《建昌府志》三十四卷。